# Bebe Rexha
Bleta "Bebe" Rexha (Nova Iorque, 30 de agosto de 1989) é uma cantora, compositora e produtora norte-americana de etnia albanesa com cidadania macedônia. Ela é conhecida por suas canções próprias, como ''I Got You'', "I'm a Mess", "I'm Gonna Show You Crazy", e "Baby, I'm Jealous", Bebe também ficou conhecida por colaborações com outros artistas, como em "Me, Myself & I", com G-Eazy; em "Hey Mama" e "I'm Good (Blue)", de David Guetta; em "In the Name of Love", com Martin Garrix; em "Take Me Home", de Cash Cash; e "Back to You", de Louis Tomlinson. Seu maior êxito é "Meant to Be", que conta com a participação do duo norte-americano Florida Georgia Line. A música chegou à vice-liderança da Billboard Hot 100 e recebeu certificado de diamante pela RIAA em 2020.
Bebe é a ex-vocalista da extinta banda americana de pop alternativo Black Cards, criada por Pete Wentz. Ela também escreveu músicas que foram dadas a outros artistas, como "The Monster", de Eminem com Rihanna, e músicas para Selena Gomez, Bella Thorne, David Guetta e Nick Jonas, entre outras. Em 2015 ela lançou seu primeiro EP solo, I Don't Wanna Grow Up. Em outubro de 2016, "I Got You" foi lançado como o primeiro single de seu segundo EP,  All Your Fault: Pt. 1. Em agosto de 2017, foi lançado o seu terceiro EP, All Your Fault: Pt. 2, que inclui o hit "Meant to Be", também incluído em seu álbum de estreia, Expectations, lançado em 22 de junho de 2018.

## Biografia
Rexha nasceu em Brooklyn, Nova Iorque, com pais de etnia albanesa do Debar, Macedônia. Rexha iniciou na música aos quatro anos de idade, desenvolvendo suas habilidades musicais na Tottenville High School em Staten Island, participando de musicais como Hello, Dorry!, Jesus Christ Superstar e Fiddler on the Roof. Ela foi inspirada por músicos como Stevie Wonder, Tori Amos, John Legend, The Temptations e Lauryn Hill. Rexha ganhou o "Best Teen Songwriter" na National Academy of Recording Arts and Sciences no anual "Grammy Day", que permitiu a ela a oportunidade de conhecer muitos produtores musicais de sucesso.

## Carreira artística

### Black Cards

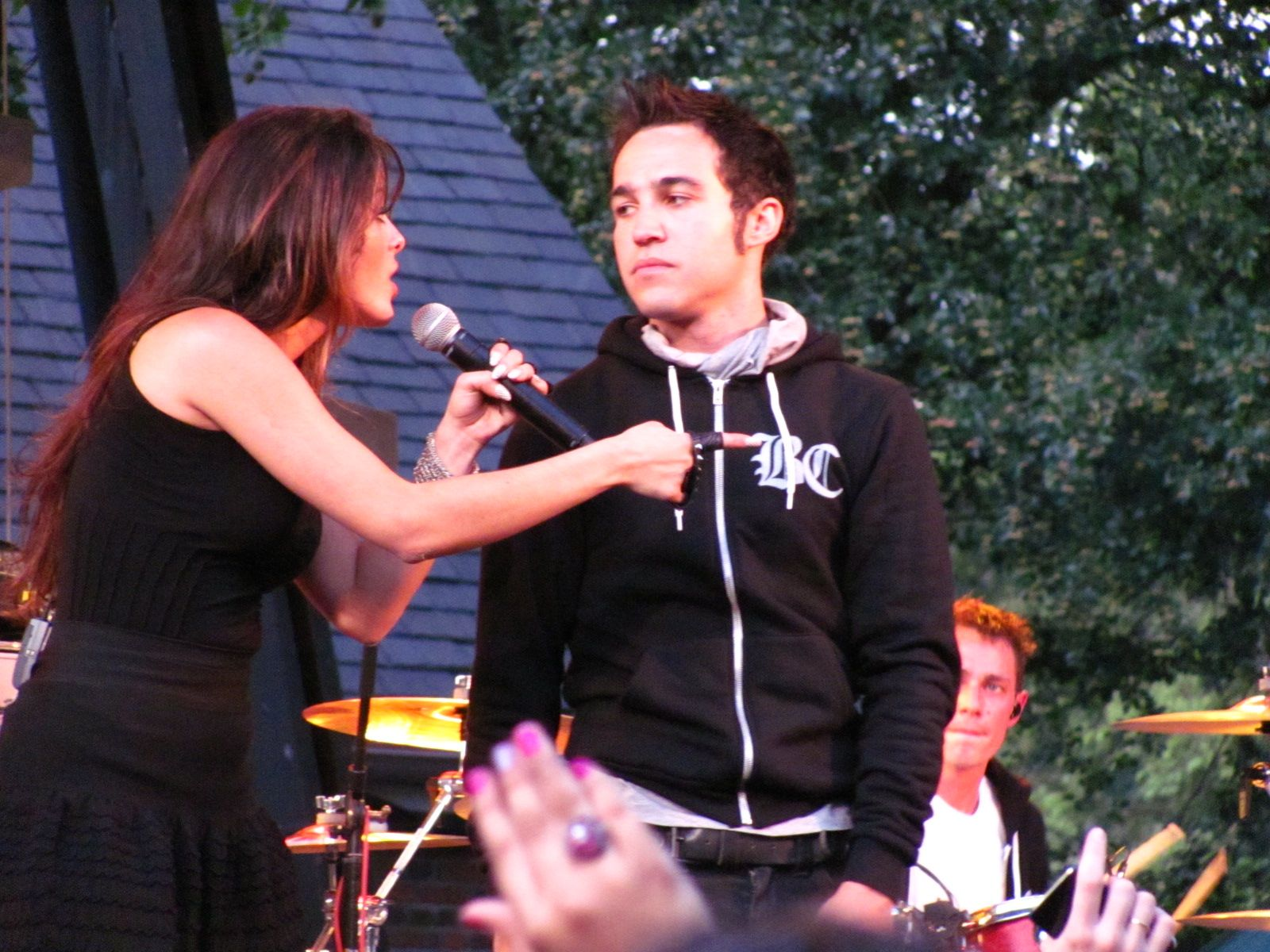
Bebe Rexha com Pete Wentz em 2011.

Em março de 2010, o membro do Fall Out Boy, Pete Wentz, formou uma banda eletrônica alternativa com Rexha, chamada Black Cards. Wentz decidiu formar o grupo durante a sua pausa da música em 2009, quando decidiu ficar mais próximo da família. Durante este período, Wentz começou a ser inspirado pela música jamaicana, e decidiu entrar em contato com o produtor Sam Hollander para discutir uma ideia de uma união entre o ska, dance e música reggae com rock dos anos 80 e pop britânico para criar um som experimental.
Wentz decidiu assinar Rexha em sua gravadora Decaydance com a Island Def Jam, e durante em uma entrevista na MTV, ele anunciou que o álbum de estreia iria ser lançado em meados de 2011. No mesmo ano, a dupla lançou seu primeiro single "Dr. Jekyll e Mr. Fame" e muitas músicas vazaram no YouTube, mas o álbum foi adiado para março de 2012, de acordo com relatos de uma entrevista concedida por Wentz para a revista Spin. Em 12 de janeiro de 2012, a banda anunciou via Facebook que Rexha já não era integrante do grupo.

### Carreira solo

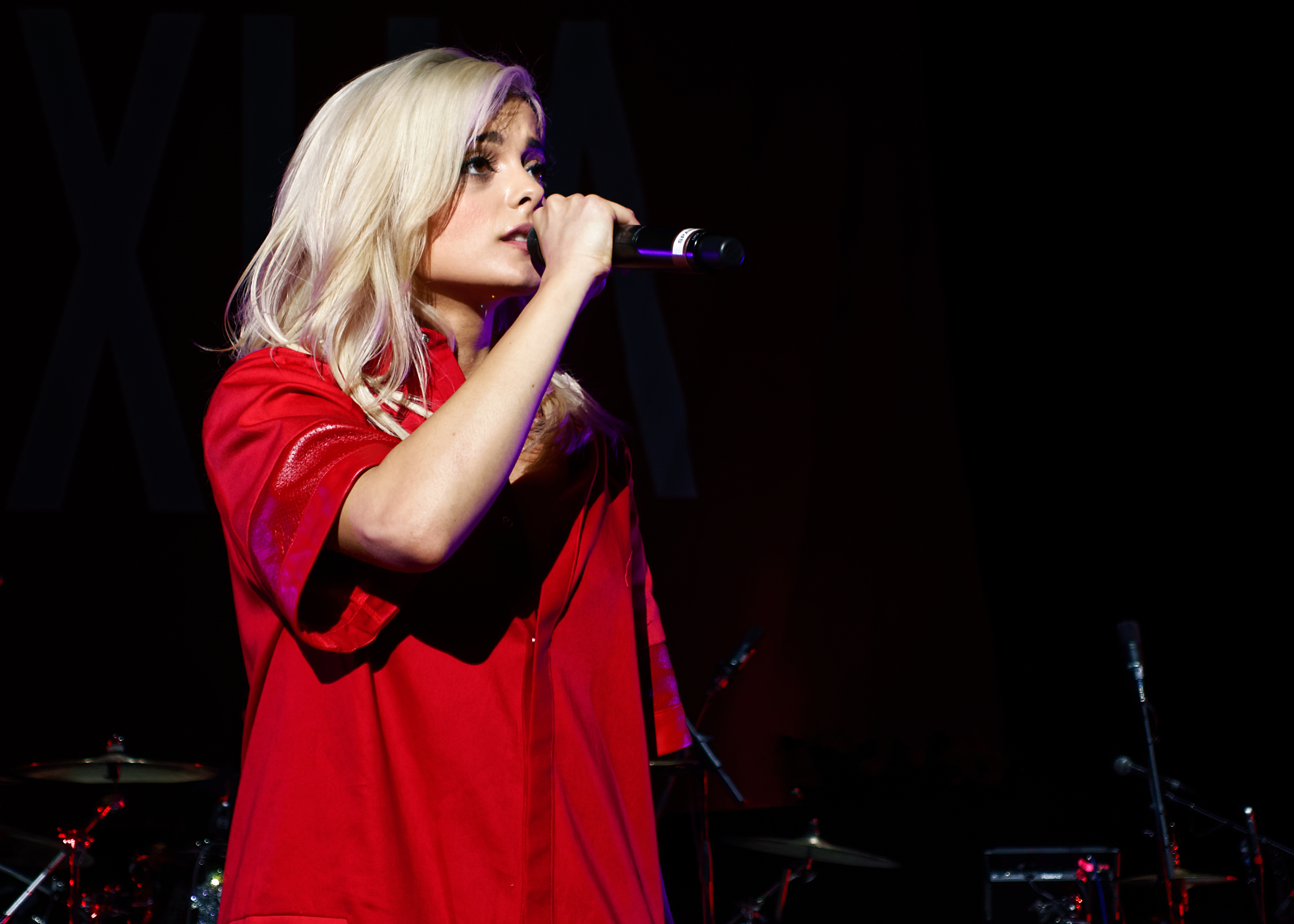
Bebe Rexha (2016)

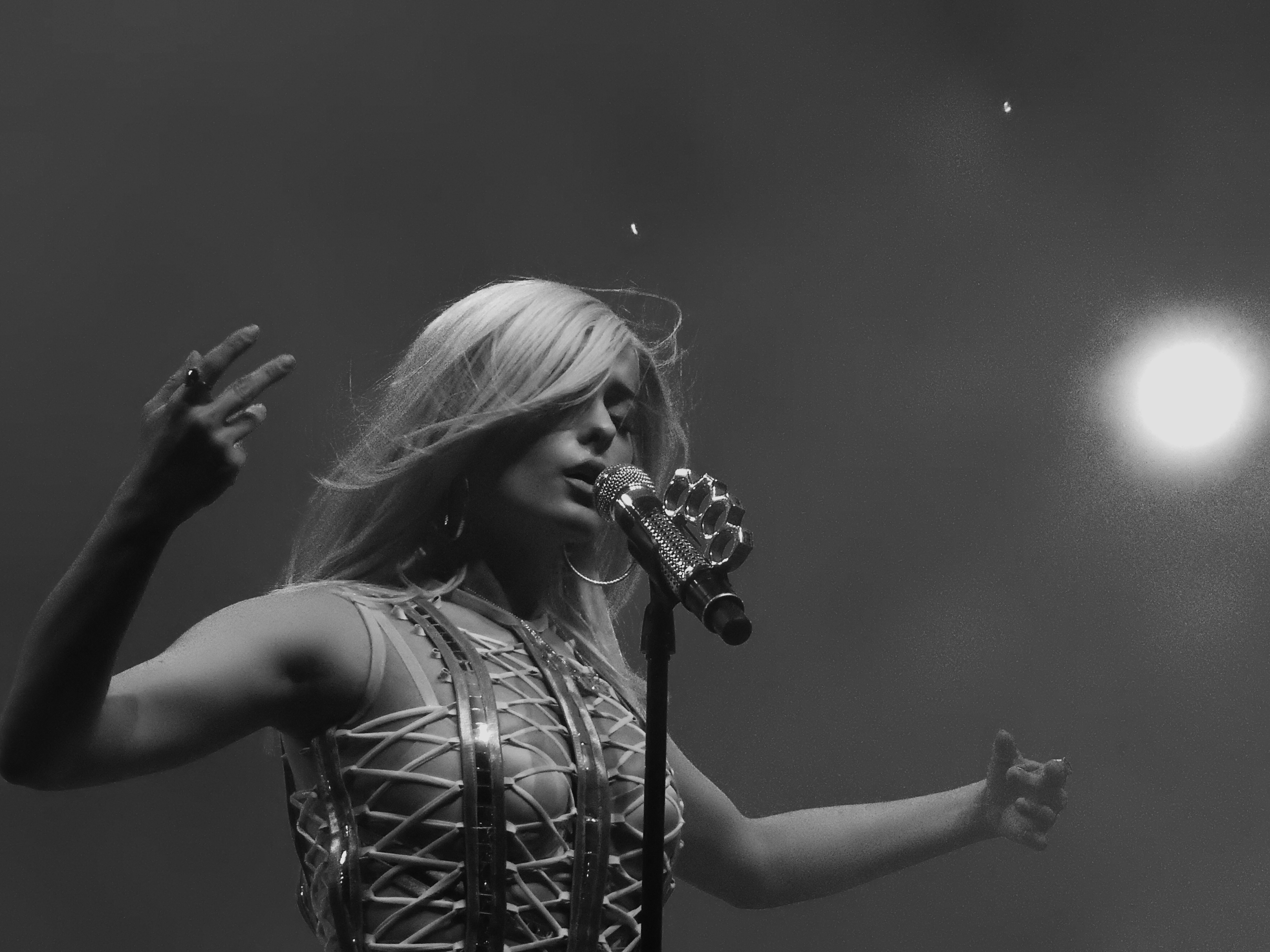
Bebe Rexha (2017)

Em 2013, Rexha assinou com a Warner Bros com representantes da A&R Executives Jeff Fenster e Alex Wilhelm após uma disputa de propostas de três gravadoras, seguida do sucesso como compositora profissional, escrevendo canções como "Like a Champion" para Selena Gomez no álbum Stars Dance, "Glowing" para Nikki Williams, e o hit número um da Billboard Hot 100, "The Monster", para Eminem com Rihanna. "The Monster" foi originalmente chamada de "Monster Under My Bed". Rexha inicialmente gravou a faixa como uma potencial canção para o seu álbum de estreia solo, onde ela e os colaboradores de Eminem criaram uma versão reduzida da música que mais tarde foi reformulada para se tornar "The Monster".
No mesmo ano, Rexha lançou uma faixa original em sua página SoundCloud, "Comeback Kids", e uma faixa do grupo de EDM Cash Cash em seu single "Take Me Home", que chegou ao número 57 na a Billboard Hot 100. Cash Cash e Bebe também gravaram uma versão acústica de "Take Me Home", juntamente com um vídeo que foi lançado em 25 de fevereiro de 2014 através da Big Beat.
Mais tarde, Rexha entraria em estúdio com os produtores David Guetta, Fraser T Smith, Frequency, entre outros, para trabalhar em seu álbum de estreia. Em 21 de março de 2014, Bebe lançou seu primeiro single de seu álbum de estreia, "I Can't Stop Drinking About You", via Warner Bros Records. Rexha liberou "I'm Gonna Show You Crazy" em 23 de dezembro de 2014 como o segundo single de seu álbum de estreia. Outra canção, "Gone", foi liberada no mesmo dia. Em 21 de abril, após o lançamento do clipe do segundo single, foi anunciado o lançamento do seu EP de estreia, I Don't Wanna Grow Up, com três faixas inéditas e os dois singles oficiais. O EP foi liberado no dia 12 de maio.
No dia 16 de fevereiro de 2017, o seu segundo EP All Your Fault: Pt. 1 foi vazado no YouTube. No dia seguinte, ela o lançou oficialmente nas plataformas digitais, com 6 faixas (Atmosphere, I Got You, Small Doses, F.F.F., Gateway Drug e Bad Bitch). O primeiro e único single do EP foi "I Got You", lançado no dia 6 de janeiro de 2017. "F.F.F" que conta com a participação do rapper G-Eazy foi lançada como single promocional do EP em 9 de março de 2017.
Seis meses depois, Bebe lançaria a segunda parte do EP. All Your Fault: Pt. 2 foi lançado em 11 de Agosto de 2017. O single de avanço, "The Way I Are (Dance with Somebody)", que conta com a participação do rapper americano Lil Wayne, foi lançado em 19 de Maio de 2017. "Meant to Be" foi lançado em 23 de outubro de 2017 como segundo single do EP, e conta com a participação do duo de música country norte-americana Florida Georgia Line. A canção se tornou um dos maiores destaques de sua carreira, alcançando o segundo lugar em uma das paradas musicais mais importantes do mundo, a norte-americana Billboard Hot 100. Também alcançou o topo da Hot Country Songs da Billboard, um marco histórico na carreira de Bebe, por ter conseguido esse feito com uma experimentação de pop country A faixa também alcançou o topo do iTunes USA, garantindo a Bebe o seu primeiro número um como artista solo na plataforma.
No dia 8 de abril de 2018, Bebe anunciou em suas redes sociais que finalmente iria lançar o seu álbum de estreia. Expectations foi posto em pré-venda no dia 13 de abril de 2018, e foi lançado em 22 de junho de 2018.

## Discografia
- Expectations (2018)
- Better Mistakes (2021)
- Bebe (2023)

## Turnês
Principais
- All Your Fault Tour (2017)

Co-principais
- Warped Tour (2015)
- Bebe & Bassy Tour (2017)

Ato de aberturas
- Nick Jonas – Nick Jonas: Live in Concert (2015)
- Ellie Goulding – Delirium World Tour (2016)
- Bruno Mars – 24K Magic World Tour (2018)
- Katy Perry – Witness: The Tour (2018)
- Jonas Brothers - Happiness Begins Tour (2019)